# Cerophysella
Cerophysella is een geslacht van kevers uit de familie bladkevers (Chrysomelidae).
De wetenschappelijke naam van het geslacht werd in 1930 gepubliceerd door Laboissiere.

## Soorten
- Cerophysella basalis (Baly, 1874)
- Cerophysella ceylanica (Allard, 1889)
- Cerophysella laosensis Kimoto, 1989
- Cerophysella tonkinensis Laboissiere, 1930
- Cerophysella viridipennis (Allard, 1889)